# Ukraine NOW
Ukraine NOW — бренд України, розроблений креативною компанією Banda Agency та схвалений Урядом 10 травня 2018 року. Головною ціллю було сформувати позитивний образ України серед міжнародної спільноти, привернути увагу іноземних інвесторів та покращити туристичний потенціал.

## Опис
Основним логотипом бренда є поєднання назви країни з комунікаційним повідомленням NOW та відповідною піктограмою. Основною піктограмою є національний домен верхнього рівня для України — UA.

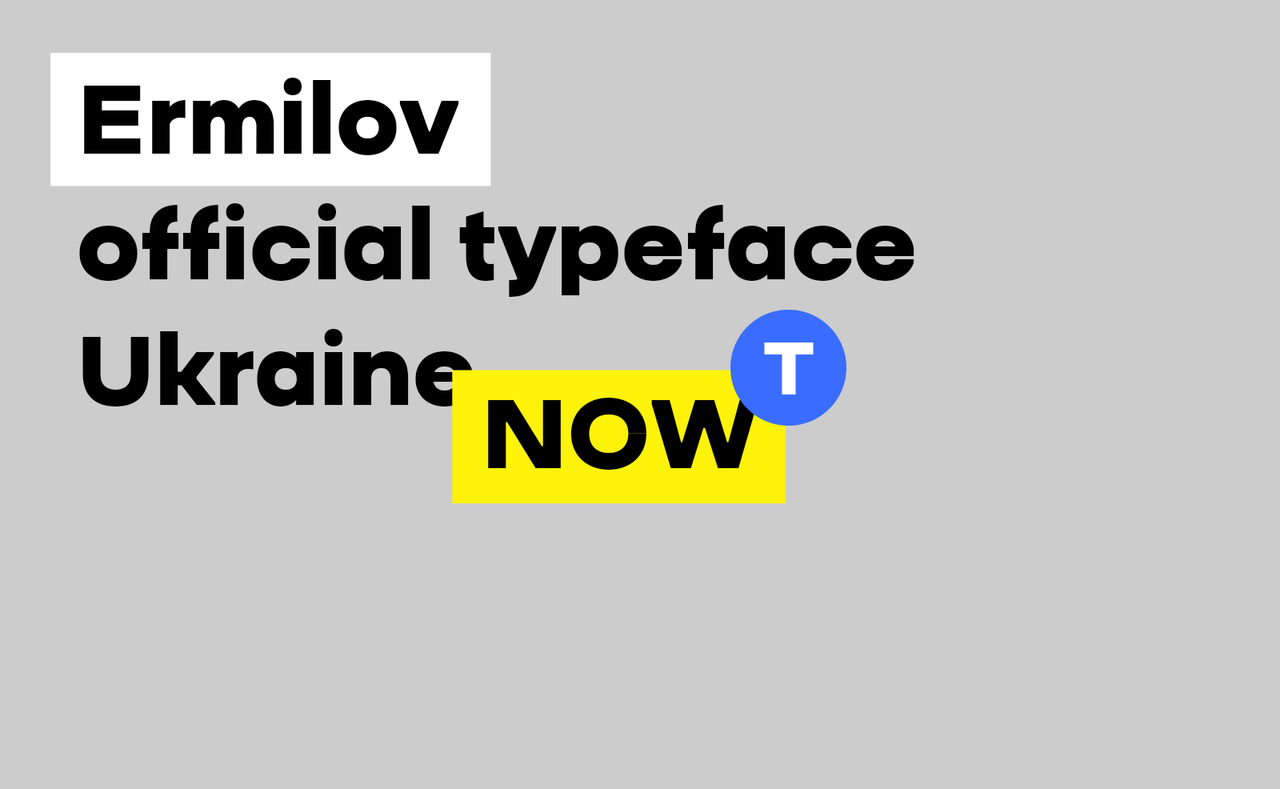
Шрифт Ermilov Bold

Логотип трансформується. Елементи можуть вільно змінювати своє положення та форму, адаптуватися під формат носія. Піктограма слугує своєрідним «тематичним рубрикатором»; можливо розробити власний дизайн піктограми.
Основною фірмовою гарнітурою бренда є шрифт Ermilov Bold — сучасний масивний геометричний гротеск із особливими скосами у кутах літер. Як зазначає розробник, шрифт Ermilov був створений спеціально для бренду Ukraine NOW. Його автора надихнули роботи українського художника-конструктивіста Василя Єрмілова.
Фірмові кольори бренду — жовтий, синій, чорний.

## Розробка
Брендування країн, регіонів і міст розповсюдилося на початку 21-го століття. Зокрема, в Сингапурі та Південній Кореї представили новий бренд країн у 2007 році, у Гонконгу — 2000 року, проте переглянули його у 2004 та 2007 роках. Також на початку 2000-х свої бренди запровадили у Британії та країнах Східної Європи. Коштують повноцінні програми з просування брендів країн мільярди доларів. В основному, вони орієнтовані на закордонну авдиторію, щоб привабити іноземних туристів, студентів, інвесторів.
Міністерство інформаційної політики України в 2017 році ініціювало створення Концепції популяризації України у світі [Архівовано 21 серпня 2019 у Wayback Machine.], якою було передбачено створення єдиного бренду для просування України. Для цього була створена експертна Комісія [Архівовано 21 серпня 2019 у Wayback Machine.], куди увійшли як державні службовці, так і відомі громадські діячі й експерти. Як написання Концепції, так і всі процеси щодо створення єдиного бренду ініціював і супроводжував державний секретар Мінінформполітики Артем Біденко.
У процесі роботи Комісії та за підтримки британського уряду було проведене дослідження, як сприймають Україну за кордоном. Воно включало в себе 6 фокус-груп Великої Британії, Німеччини та Польщі, які показали кілька концепцій промоції України. До цього процесу долучався Конрад Бьорд, який керував знаменитою кампанією просування Великої Британії під назвою GREAT. Виявилося, що три найпопулярніші асоціації з Україною — це «корупція», «революція» та «війна». Люди, які не бували в Україні жодного разу, бачать українців закритими, агресивними та нетолерантними. З такою репутацією важко привабити в країну інвестиції та туристів, і щоб змінити уявлення про українців і переконати людей приїздити сюди, Україні потрібен бренд.
Над розробкою остаточного варіанту бренду працювали українські експерти та креативники. Учасники конкурсу, отримавши результати дослідження, повинні були запропонувати свої ідеї щодо доопрацювання рекомендацій від британців. 
Робота тривала впродовж дев'яти місяців, а перед кінцевим рішенням варіанти бренду були ще раз протестовані на цільових авдиторіях за сприяння Офісу з інвестицій.
Урешті, комісія Мінінформполітики обрала варіант бренду Ukraine Now, створений українським агентством Banda Agency, яка раніше створила логотип України до Євробачення-2017. На його створення не було витрачено бюджетних коштів.
Бренд затверджений на засіданні Кабміну Гройсмана 10 травня 2018 року.
Він є відкритим для використання та переробки.
Брендинг Ukraine NOW від агентства Banda Agency отримав престижну премію Red Dot Design Award. Команда здобула перемогу серед 8500 робіт з 45 країн світу.
Ukraine NOW переміг у номінації «Ребрендинг року: змінюйся або йди додому» за версією X-Ray Marketing Awards 2018. Також бренд посів друге місце у номінації «Революція комунікацій». 
У 2019 Ukraine NOW отримав дві премії Effie в українському конкурсі реклами Awards Ukraine 2019.
26 вересня Кабінет Міністрів затвердив брендбук «Ukraine Now», тобто технічні стандарти щодо використання бренду. Брендбук розроблений на замовлення Мінінформполітики Офісом із просування експорту за підтримки Європейського банку реконструкції та розвитку.

## Реакція та критика
Логотип широко обговорювався у соцмережах. Одні називали його занадто невиразним і простим. Мовляв, на місце «Ukraine» можна додати будь-яку країну, і різниці не помітиш. Інші відзначали простий і сучасний стиль «без колосків, соняхів, церков і вишиванок». Перевагою називалася універсальність ідеї у різних контекстах.
Також не залишилась поза увагою певна подібність логотипу Ukraine NOW із відомими сайтами в LinkedIn, YouTube, PornHub та іншими «невибагливими формами».
Відомий художник Сергій Поярков негативно оцінив роботу Banda Agency, а російський дизайнер Артемій Лебедєв відзначив «сучасну графічність» знаку.

## Використання

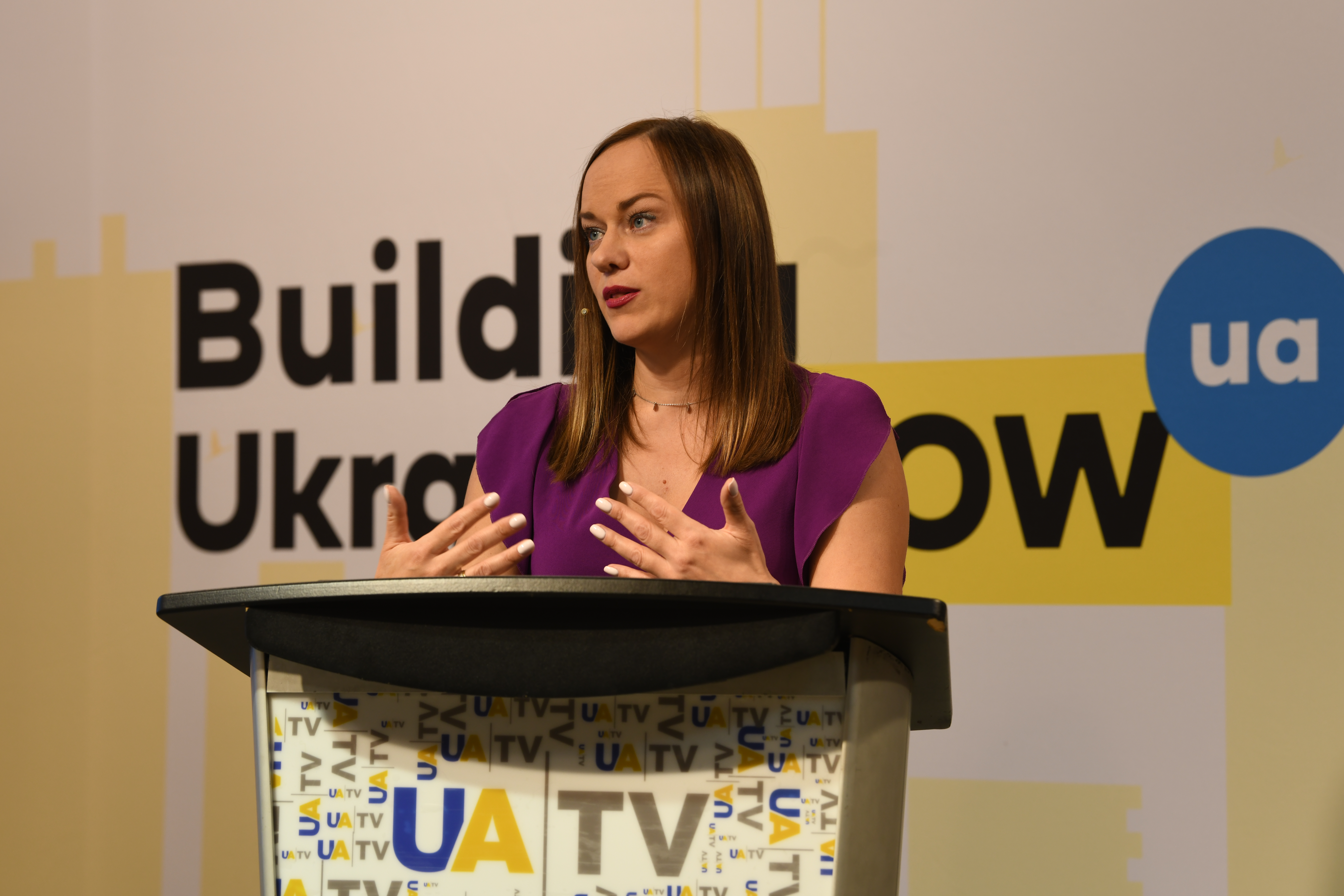
Трансляція з прес-руму Інвестиційного форуму в Торонто на фоні логотипа Ukraine NOW

Бренд призначений для використання як онлайн, так і офлайн; як державними та муніципальними установами, так і бізнесом та окремими громадянами.
Це, зокрема, друковані матеріали, соціальні мережі, радіо, телебачення, зовнішня реклама, транспорт, сувенірна продукція. Допускається використання логотипа з державною символікою.
На основі логотипа Ukraine NOW вебпродакшени Vintage і SOLAR Digital створили генератори зображень. Компанія KLEI спільно з Banda розробили стікери з написом Ukraine NOW, «щоб кожен міг наклеїти свій Ukraine NOW і розповісти всьому світові». До річниці впровадження безвізового режиму студія Indium Lab розробила додаток доповненої реальності, який проєктує логотип бренду на біометричний паспорт. Інші приклади життя бренду наводяться у статтях The Village Україна та УП: Життя.
Візуальний бренд Ukraine Now застосований в оформлені сайту Ukraine.ua [Архівовано 14 січня 2021 у Wayback Machine.], що використовується МЗС як платформа популяризації України для іноземців.

### Приклади використання
Успішна кампанія Ukraine Now [Архівовано 30 серпня 2019 у Wayback Machine.]
Всеукраїнський форум «Україна 30» [Архівовано 25 липня 2021 у Wayback Machine.]
|  |